# Lijst van voetbalinterlands Estland - Kroatië
Deze lijst van voetbalinterlands is een overzicht van alle officiële voetbalwedstrijden tussen de nationale teams van Estland en Kroatië. De landen hebben tot op heden negen keer tegen elkaar gespeeld. De eerste ontmoeting, een kwalificatiewedstrijd voor het Europees kampioenschap voetbal 1996, werd gespeeld in Tallinn op 4 september 1994. De laatste confrontatie, een vriendschappelijke wedstrijd, vond plaats op 28 maart 2017 in Tallinn.

## Wedstrijden
| № | Plaats  | Datum            | Competitie           | Wedstrijd         | Uitslag |
| - | ------- | ---------------- | -------------------- | ----------------- | ------- |
| 1 | Tallinn | 4 september 1994 | EK 1996 kwalificatie | Estland – Kroatië | 0 – 2   |
| 2 | Zagreb  | 3 september 1995 | EK 1996 kwalificatie | Kroatië – Estland | 7 – 1   |
| 3 | Osijek  | 7 september 2002 | EK 2004 kwalificatie | Kroatië – Estland | 0 – 0   |
| 4 | Tallinn | 11 juni 2003     | EK 2004 kwalificatie | Estland – Kroatië | 0 – 1   |
| 5 | Tallinn | 2 juni 2007      | EK 2008 kwalificatie | Estland – Kroatië | 0 – 1   |
| 6 | Zagreb  | 8 september 2007 | EK 2008 kwalificatie | Kroatië – Estland | 2 – 0   |
| 7 | Tallinn | 26 mei 2010      | Vriendschappelijk    | Estland – Kroatië | 0 – 0   |
| 8 | Pula    | 25 mei 2012      | Vriendschappelijk    | Kroatië – Estland | 3 – 1   |
| 9 | Tallinn | 28 maart 2017    | Vriendschappelijk    | Estland – Kroatië | 3 – 0   |

## Samenvatting
| Competitie        | Totaal gespeeld | Winst Estland | Gelijk | Winst Kroatië | Doelsaldo Estland – Kroatië |
| ----------------- | --------------- | ------------- | ------ | ------------- | --------------------------- |
| EK-kwalificatie   | 6               | 0             | 1      | 5             | 1 − 13                      |
| Vriendschappelijk | 3               | 1             | 1      | 1             | 4 − 3                       |
| Totaal            | 9               | 1             | 2      | 6             | 5 − 16                      |

Wedstrijden bepaald door strafschoppen worden, in lijn met de FIFA, als een gelijkspel gerekend.

## Details

### Eerste ontmoeting
De eerste ontmoeting tussen de nationale voetbalploegen van Estland en Kroatië vond plaats op 4 september 1994. Het EK-kwalificatieduel, bijgewoond door 1.250 toeschouwers, werd gespeeld in het Kadriorustadion in Tallinn, en stond onder leiding van scheidsrechter Václav Krondl uit Tsjechië. Hij deelde twee gele kaarten uit.
| EK 1996 kwalificatie (Tallinn, Estland, 4 september 1994):                                                                                                  |              | |
| Estland | 0 – 2        | Kroatië |
| | goals        | 44' Davor Šuker 75' Davor Šuker |
| Roman Ubakivi | bondscoach   | Miroslav Blažević |
| Mart Poom Marek Lemsalu Igor Prins Urmas Kaljend Toomas Kallaste Viktor Alonen Indro Olumets 46' Dzintar Klavan Marko Kristal Urmas Kirs 75' Tarmo Linnumäe | opstellingen | Dražen Ladić Dževad Turković Igor Štimac Slaven Bilić Nikola Jerkan Robert Jarni 46' Aljoša Asanović Robert Prosinečki Davor Šuker Zvonimir Boban Alen Bokšić |
| Martin Reim 46' Toomas Krõm 75' | wissels      | 46' Igor Cvitanović |
| Viktor Alonen 37' | gele kaarten | 69' Igor Štimac |

### Tweede ontmoeting
De return van het EK-kwalificatieduel tussen Estland en Kroatië vond plaats op 3 september 1995. De thuisploeg zegevierde met 7-1. Het duel, bijgewoond door 8.653 toeschouwers, werd gespeeld in het Maksimirstadion in Zagreb, en stond onder leiding van scheidsrechter Aron Huzu uit Roemenië. Hij deelde drie gele kaarten uit. Bij Kroatië maakte aanvallende middenvelder Mario Stanić (Club Brugge) zijn debuut voor de nationale ploeg.
| EK 1996 kwalificatie (Zagreb, Kroatië, 3 september 1995): |              | |
| Kroatië | 7 – 1        | Estland |
| Mladen Mladenović 3' Davor Šuker 19' Alen Bokšić 29' Zvonimir Boban 42' Davor Šuker 58' Igor Štimac 81' Davor Šuker 90'                                              | goals        | 17' Martin Reim |
| Miroslav Blažević | bondscoach   | Roman Ubakivi |
| Dražen Ladić 24' Mladen Mladenović Igor Štimac 82' Slaven Bilić 74' Nikola Jerkan Robert Jarni Mario Stanić Robert Prosinečki Davor Šuker Zvonimir Boban Alen Bokšić | opstellingen | Mart Poom Marek Lemsalu Urmas Kirs Toomas Kallaste Risto Kallaste 42' Janek Kiisman 76' Meelis Lindmaa 46' Martin Lepa Marko Kristal Martin Reim Lembit Rajala |
| Marijan Mrmić 24' Nenad Pralija 74' Dževad Turković 82' | wissels      | 42' Alari Lell 46' Tarmo Linnumaäe 76' Indro Olumets |
| Robert Jarni 85' | gele kaarten | 19' Marko Kristal 77' Indro Olumets |

### Derde ontmoeting
Ook de derde ontmoeting tussen de nationale voetbalploegen van Estland en Kroatië was een EK-kwalificatieduel en vond plaats op 7 september 2002. Het duel, bijgewoond door 10.000 toeschouwers, werd gespeeld in het Stadion Gradski Vrt in Osijek, en stond onder leiding van scheidsrechter Juan Antonio Fernández uit Spanje. Hij deelde vijf gele kaarten uit.
| EK 2004 kwalificatie (Osijek, Kroatië, 7 september 2002): |              | |
| Kroatië | 0 – 0        | Estland |
| | goals        | |
| Otto Barić | bondscoach   | Arno Pijpers |
| Stipe Pletikosa Boris Živković Marko Babić Dario Šimić Mario Tokić Filip Tapalović Davor Vugrinec Danijel Šarić 79' Ivica Olić Silvio Marić 46' Tomislav Marić 60' | opstellingen | Mart Poom Teet Allas Andrei Stepanov Raio Piiroja Erko Saviauk Martin Reim Meelis Rooba Marko Kristal Indrek Zelinski Andres Oper 59' Joel Lindpere |
| Milan Rapaić 46' Mladen Petrić 60' Stjepan Tomas 79' | wissels      | 59' Urmas Rooba |
| Marko Babić 63' Boris Živković 72' | gele kaarten | 50' Indrek Zelinski 80' Urmas Rooba 90+2' Teet Allas                                                                                                |

### Vierde ontmoeting
De vierde ontmoeting tussen Estland en Kroatië vond plaats op 11 juni 2003. De bezoekers wonnen met 1-0 door een treffer in de 76ste minuut van Niko Kovač. Het EK-kwalificatieduel, bijgewoond door 6.100 toeschouwers, werd gespeeld in de A. Le Coq Arena in Tallinn, en stond onder leiding van scheidsrechter Alain Hamer uit Luxemburg. Hij deelde zes gele kaarten uit. 
| EK 2004 kwalificatie (Tallinn, Estland, 11 juni 2003): |              | |
| Estland | 0 – 1        | Kroatië |
| | goals        | 76' Niko Kovač |
| Arno Pijpers | bondscoach   | Otto Barić |
| Mart Poom Teet Allas 82' Andrei Stepanov Raio Piiroja Urmas Rooba Liivo Leetma Meelis Rooba 71' Marko Kristal Indrek Zelinski Andres Oper Joel Lindpere 83' | opstellingen | Stipe Pletikosa 60' Dario Šimić Josip Šimunić 73' Marko Babić Stjepan Tomas Boris Živković 79' Milan Rapaić Darijo Srna Dado Pršo Niko Kovač Ivica Olić |
| Ott Reinumäe 71' Vjatšeslav Zahovaiko 82' Marek Lemsalu 83'                                                                                                 | wissels      | 60' Tomislav Marić 73' Jerko Leko 79' Đovani Rosso |
| Marko Kristal 20' Raio Piiroja 38' | gele kaarten | 13' Dario Šimić 32' Darijo Srna 66' Boris Živković 90+1' Ivica Olić                                                                                     |

### Vijfde ontmoeting
De vijfde ontmoeting tussen Estland en Kroatië vond plaats op 2 juni 2007. De bezoekers wonnen met 1-0 door een treffer in de 32ste minuut van Eduardo. Het EK-kwalificatieduel, bijgewoond door 10.000 toeschouwers, werd gespeeld in de A. Le Coq Arena in Tallinn, en stond onder leiding van scheidsrechter Viktor Kassai uit Hongarije. Hij deelde vijf gele kaarten uit. Bij Estland maakte middenvelder Vladimir Voskoboinikov (Torpedo Moskou) zijn debuut voor de nationale ploeg.
| EK 2008 kwalificatie (Tallinn, Estland, 2 juni 2007): |              | |
| Estland | 0 – 1        | Kroatië |
| | goals        | 32' Eduardo |
| Jelle Goes | bondscoach   | Slaven Bilić |
| Mart Poom Andrei Stepanov Raio Piiroja Dmitri Kruglov Ragnar Klavan Enar Jääger Konstantin Vassiljev Joel Lindpere 78' Aleksandr Dmitrijev Oliver Konsa 71' Vladimir Voskoboinikov | opstellingen | Stipe Pletikosa Josip Šimunić Robert Kovač Vedran Ćorluka Marko Babić Darijo Srna Luka Modrić Niko Kovač 84' Eduardo 54' Mladen Petrić 74' Niko Kranjčar |
| Tarmo Neemelo 71' Tarmo Kink 78' | wissels      | 54' Ivica Olić 74' Jerko Leko 84' Boško Balaban |
| Raio Piiroja 37' Aleksandr Dmitrijev 55' Mart Poom 67' Ragnar Klavan 90' | gele kaarten | 38' Josip Šimunić |

### Zesde ontmoeting
De zesde ontmoeting tussen Estland en Kroatië vond plaats op 8 september 2007. De thuisploeg won dankzij twee treffers van aanvaller Eduardo. Het EK-kwalificatieduel, bijgewoond door 15.102 toeschouwers, werd gespeeld in de Maksimirstadion in Zagreb, en stond onder leiding van scheidsrechter Jérôme Laperrière uit Zwitserland. Hij deelde vijf gele kaarten uit. Bij Kroatië maakte middenvelder Ivan Rakitić (Schalke 04) zijn debuut voor de nationale ploeg, terwijl bij Estland aanvaller Kaimar Saag (Levadia Tallinn) voor het eerst mocht opdraven. Darijo Srna miste namens Kroatië een strafschop in de zesde minuut van de wedstrijd.
| EK 2008 kwalificatie (Zagreb, Kroatië, 8 september 2007):                                                                                                |              | |
| Kroatië | 2 – 0        | Estland |
| Eduardo 39' Eduardo 45+1' | goals        | |
| Slaven Bilić | bondscoach   | Viggo Jensen |
| Stipe Pletikosa Josip Šimunić Dario Šimić Robert Kovač Vedran Ćorluka Niko Kranjčar 62' Darijo Srna 84' Luka Modrić Niko Kovač Eduardo Mladen Petrić 72' | opstellingen | Pavel Londak Andrei Stepanov 84' Urmas Rooba Teet Allas Taavi Rähn Raio Piiroja Dmitri Kruglov 90' Joel Lindpere Aleksandr Dmitrijev Andres Oper 80' Tarmo Kink |
| Ivan Rakitić 62' Ivica Olić 72' Marko Babić 84' | wissels      | 80' Kaimar Saag 84' Aivar Anniste 90' Martin Reim |
| | gele kaarten | 19' Teet Allas |

### Zevende ontmoeting
De zevende ontmoeting tussen de nationale voetbalploegen van Estland en Kroatië was een vriendschappelijk duel en vond plaats op 26 mei 2010. Het duel, bijgewoond door 4.800 toeschouwers, werd gespeeld in de A. Le Coq Arena in Tallinn, en stond onder leiding van scheidsrechter Michael Svendsen uit Denemarken. Hij deelde een gele kaart uit. Twee spelers maakten hun debuut voor Kroatië: Jurica Buljat (Hajduk Split) en Luka Vučko (Eskişehirspor).
| Vriendschappelijk (Tallinn, Estland, 26 mei 2010): |              | |
| Estland | 0 – 0        | Kroatië |
| | goals        | |
| Tarmo Rüütli | bondscoach   | Slaven Bilić |
| Sergei Pareiko Tihhon Šišov Taavi Rähn Raio Piiroja Martin Vunk 79' Andrei Sidorenkov Sander Puri Aleksandr Dmitrijev Konstantin Vassiljev Andres Oper 60' Tarmo Kink 78' | opstellingen | Danijel Subašić Gordon Schildenfeld 46' Hrvoje Čale 46' Dejan Lovren 88' Milan Badelj Domagoj Vida Ivan Rakitić Danijel Pranjić Nikola Pokrivač Drago Gabrić 80' Tomislav Dujmović |
| Kaimar Saag 60' Ats Purje 78' Sander Post 79' | wissels      | 46' Luka Vučko 46' Ivan Strinić 80' Ognjen Vukojević 88' Jurica Buljat |
| | gele kaarten | 53' Milan Badelj |

### Achtste ontmoeting
De achtste ontmoeting tussen de nationale voetbalploegen van Estland en Kroatië was een vriendschappelijk duel en vond plaats op 25 mei 2012. Het duel, bijgewoond door 9.000 toeschouwers, werd gespeeld in het Stadion Aldo Drosina in Pula, en stond onder leiding van scheidsrechter Fábián Mihály uit Hongarije. Hij deelde één gele kaart uit. Het was voor Kroatië het voorlaatste oefenduel vóór het begin van het Europees kampioenschap voetbal 2012 in Polen en Oekraïne. Twee spelers maakten hun debuut voor Estland: Henrik Ojamaa (Motherwell) en Kaarel Kiidron (FK Viktoria Žižkov).
| Vriendschappelijk (Pula, Kroatië, 25 mei 2012): |              | |
| Kroatië | 3 – 1        | Estland |
| Vedran Ćorluka 16' Nikola Kalinić 20' Ognjen Vukojević 81' | goals        | 83' Konstantin Vassiljev |
| Slaven Bilić | bondscoach   | Tarmo Rüütli |
| Danijel Subašić Domagoj Vida Gordon Schildenfeld 46' Vedran Ćorluka 80' Ivan Strinić Ivan Perišić 46' Tomislav Dujmović 46' Milan Badelj Ivo Iličević 60' Eduardo 60' Nikola Kalinić | opstellingen | Sergei Pareiko Tihhon Šišov Dmitri Kruglov Ragnar Klavan Konstantin Vassiljev 46' Kaarel Kiidron Aleksandr Dmitrijev 58' Andres Oper 58' Henrik Ojamaa 62' Oliver Konsa 73' Tarmo Kink |
| Josip Šimunić 46' Ognjen Vukojević 46' Niko Kranjčar 46' Mario Mandžukić 60' Ivan Rakitić 60' Šime Vrsaljko 80'                                                                      | wissels      | 46' Andrei Stepanov 58' Joonas Tamm 58' Kaimar Saag 62' Gert Kams 73' Martin Vunk |
| | gele kaarten | 46' Oliver Konsa |

EJL · A-internationals · Bondscoaches · Statistieken · Estisch vrouwenelftal · Olympisch elftal · Estland U21 · Estland U20 · Estland U19 · Estland U18 · Estland U17 · Estland U16
1920 – 1929 ·
1930 – 1939 ·
1940 – 1949 ·
1950 – 1990 · 
1990 – 1999 ·
2000 – 2009 ·
2010 – 2019 ·
2020 − 2029
OS 1924
1920 ·
1921 ·
1922 ·
1923 ·
1924 ·
1925 ·
1926 ·
1927 ·
1928 ·
1929 · 
1930 · 
1931 · 
1932 · 
1933 · 
1934 · 
1935 · 
1936 · 
1937 · 
1938 · 
1939 · 
1940 · 
1941 · 
1942 · 
1943 · 1944 · 
1945 · 
1946 · 
1947 · 
1948 · 
1949 · 
1950 – 1990 · 
1991 · 
1992 · 
1993 · 
1994 · 
1995 · 
1996 · 
1997 · 
1998 · 
1999 · 
2000 · 
2001 · 
2002 · 
2003 · 
2004 · 
2005 · 
2006 · 
2007 · 
2008 · 
2009 · 
2010 · 
2011 · 
2012 · 
2013 · 
2014 · 
2015 · 
2016 ·
2017 ·
2018 ·
2019 ·
2020
Albanië ·
Andorra ·
Angola ·
Antigua en Barbuda ·
Argentinië ·
Armenië ·
Azerbeidzjan ·
België ·
Bosnië-Herzegovina ·
Brazilië ·
Bulgarije ·
Canada ·
Chili ·
China ·
Cyprus ·
Denemarken ·
Duitsland ·
Ecuador ·
Egypte ·
El Salvador ·
Engeland ·
Equatoriaal-Guinea ·
Faeröer ·
Fiji ·
Filipijnen ·
Finland ·
Frankrijk ·
Georgië · 
Gibraltar ·
Griekenland ·
Hongarije ·
Hongkong ·
Ierland ·
IJsland ·
Indonesië ·
Irak ·
Israël ·
Italië ·
Jordanië ·
Kazachstan ·
Kirgizië ·
Kroatië ·
Letland ·
Libanon ·
Liechtenstein ·
Litouwen ·
Luxemburg ·
Malta ·
Marokko ·
Mexico ·
Moldavië ·
Montenegro ·
Nederland ·
Nieuw-Caledonië ·
Nieuw-Zeeland ·
Noord-Ierland ·
Noord-Macedonië ·
Noorwegen ·
Oekraïne ·
Oezbekistan ·
Oman ·
Oostenrijk ·
Polen ·
Portugal ·
Qatar ·
Roemenië ·
Rusland ·
Saint Kitts en Nevis ·
San Marino ·
Saoedi-Arabië ·
Schotland ·
Servië ·
Slovenië ·
Slowakije · 
Spanje ·
Tadzjikistan ·
Thailand ·
Trinidad en Tobago ·
Tsjechië ·
Turkije ·
Turkmenistan ·
Uruguay ·
Vanuatu ·
Venezuela ·
Verenigde Arabische Emiraten ·
Verenigde Staten ·
Vietnam ·
Wales ·
Wit-Rusland ·
Zweden ·
Zwitserland
HNS · A-internationals · Selecties · Bondscoaches · Statistieken · Kroatisch vrouwenelftal · Olympisch elftal · Kroatië U21 · Kroatië U20 · Kroatië U19 · Kroatië U18 · Kroatië U17 · Kroatië U16
1940 – 1956 ·
1990 – 1999 ·
2000 – 2009 ·
2010 – 2019 ·
2020 − 2029
EK's: 1996 · 
2000 · 
2004 · 
2008 · 
2012 · 
2016 · 
2020 · 
2024
WK's: 1998 · 
2002 · 
2006 · 
2010 · 
2014 · 
2018 · 
2022
1940 · 
1941 · 
1942 · 
1943 · 
1944 · 
1945–1955 · 
1956 · 
1957–1989 · 
1990 · 
1991 · 
1992 · 
1993 · 
1994 · 
1995 · 
1996 · 
1997 · 
1998 · 
1999 · 
2000 · 
2001 · 
2002 · 
2003 · 
2004 · 
2005 · 
2006 · 
2007 · 
2008 · 
2009 · 
2010 · 
2011 · 
2012 · 
2013 ·  
2014 · 
2015 · 
2016 · 
2017 · 
2018 ·
2019 ·
2020 ·
2021 ·
2022 ·
2023
Albanië ·
Andorra ·
Argentinië ·
Armenië ·
Australië ·
Azerbeidzjan · 
België ·
Bosnië en Herzegovina ·
Brazilië ·
Bulgarije ·
Canada ·
Chili ·
China ·
Cyprus ·
Denemarken ·
Duitsland ·
Ecuador ·
Egypte ·
Engeland ·
Estland ·
Finland ·
Frankrijk ·
Georgië ·
Gibraltar ·
Griekenland ·
Hongarije ·
Hongkong ·
Ierland ·
IJsland ·
Indonesië ·
Iran ·
Israël ·
Italië ·
Jamaica ·
Japan ·
Joegoslavië ·
Jordanië ·
Kameroen · 
Kazachstan ·
Kosovo ·
Letland ·
Litouwen ·
Liechtenstein ·
Mali ·
Malta ·
Marokko · 
Mexico ·
Moldavië ·
Nederland ·
Nigeria ·
Noord-Ierland ·
Noord-Macedonië ·
Noorwegen ·
Oekraïne ·
Oostenrijk ·
Peru ·
Polen ·
Portugal ·
Qatar ·
Roemenië ·
Rusland ·
San Marino ·
Saoedi-Arabië ·
Schotland ·
Senegal · 
Servië · 
Slovenië ·
Slowakije ·
Spanje ·
Tsjechië ·
Tunesië ·
Turkije ·
Wales ·
Wit-Rusland ·
Zuid-Korea ·
Zweden ·
Zwitserland
Argentinië (2018) ·
Argentinië (2022) ·
Australië (2006) ·
België (2022) ·
Brazilië (2006) ·
Brazilië (2014) ·
Brazilië (2022) ·
Denemarken (2018) ·
Duitsland (2008) ·
Engeland (2018) ·
Engeland (2021) ·
Frankrijk (2018) ·
Ierland (2012) ·
IJsland (2018) ·
Italië (2012) ·
Japan (2006) ·
Kameroen (2014) ·
Marokko (2022, 1) ·
Marokko (2022, 2) ·
Mexico (2014) ·
Nigeria (2018) ·
Oostenrijk (2008) ·
Polen (2008) ·
Rusland (2018) ·
Schotland (2021) ·
Spanje (2012) ·
Spanje (2021) ·
Tsjechië (2016) ·
Tsjechië (2021) ·
Turkije (2008) ·
Turkije (2016)